# Teplá s přítoky a Otročínský potok
Teplá s přítoky a Otročínský potok este o arie protejată (arie specială de conservare — SAC, sit de importanță comunitară — SCI) din Republica Cehă întinsă pe o suprafață de 27,53 ha, integral pe uscat.

## Localizare
Centrul sitului Teplá s přítoky a Otročínský potok este situat la coordonatele 50°02′52″N 12°47′57″E / 50.047778°N 12.799167°E.

## Înființare
Situl Teplá s přítoky a Otročínský potok a fost declarat sit de importanță comunitară în aprilie 2005 pentru a proteja 1 specie de animale. Situl a fost protejat și ca arie specială de conservare în octombrie 2013.

## Biodiversitate
Situată în ecoregiunea continentală, aria protejată nu include niciun habitat protejat.
La baza desemnării sitului se află o specie protejată de  pești: zglăvoacă (Cottus gobio).